# Українські переклади поем Гомера

## Переклади «Іліади»

### Олександр Навроцький
Над перекладами поем Гомера українською мовою працювала численна когорта митців. Українські діячі культури і літератури вважали за необхідне дати змогу народові читати найкращі твори світового мистецтва рідною мовою. Серед них — Олександр Навроцький, один із членів Кирило-Мефодіївського братства, друг і соратник Тараса Шевченка. Навроцький перекладав Пушкіна і Міцкевича, Руставелі і Байрона, Гете і Гейне, Шеллі і Шиллера. У 60-70-х роках XIX ст. він здійснив повний переклад «Іліади» Гомера, який не був опублікований.

### Степан Руданський
Деякі українські перекладачі вважали, що твори Гомера слід перекладати наближено до народнопісенного ладу. Так, Степан Руданський буквально «перелицював» Гомера. Він зробив повний віршований (але такий, що не відповідав за розміром оригіналу) переклад «Іліади».

### Володимир Самійленко
1887 року в альманасі «Складка» було надруковано першу пісню «Іліади» у перекладі Володимира Самійленка. Перекладати Гомера Самійленко почав ще будучи учнем восьмого класу Полтавської гімназії, але йому вдалося видати лише згадану першу пісню.

### Переклади уривками «Іліади»
Іван Франко переклав і опублікував два уривки «Іліади». Петро Ніщинський переклав двадцять пісень «Іліади», з яких шість було надруковано. Андрій Білецький і Федір Самоненко переклали фрагменти «Іліади», всі були опубліковані.

## Переклади «Одіссеї»

### Переклади уривків «Одіссеї»
Над перекладами «Одіссеї» працювали Пантелеймон Куліш і Олександр Потебня. Леся Українка переклала третю і початок четвертої пісні «Одіссеї». Іван Франко переклав і опублікував уривок з «Одіссеї».

### Повний переклад «Одіссеї» Петра Байди
Перший повний переклад «Одіссеї» віршованим розміром оригіналу здійснив відомий український поет, композитор і громадський діяч Петро Ніщинський, який підписував свої твори псевдонімом Петро Байда. Ніщинський викладав грецьку мову, добре знав античну літературу і перекладав античну класику: 1889 року у Львові вийшли друком перша — дванадцята пісні «Одіссеї», 1892 року — тринадцята — двадцять четверта.

### Борис Тен
Незаперечним вагомим надбанням української культури ХХ ст. став новий переклад «Іліади» та «Одіссеї», що його здійснив розміром оригіналу відомий український учений, композитор і поет — перекладач Микола Хомичевський (псевдонім — Борис Тен). На думку фахівців, цей переклад відповідає всім вимогам сучасного гомерознавства і відзначається високою поетичною майстерністю. Багаторічна подвижницька перекладацька праця Бориса Тена здобула визнання широкої громадськості. Перекладач був удостоєний премії імені Максима Рильського.